# Ethelbert, a tigris
Az Ethelbert, a tigris (eredeti címén: Ethelbert the tiger) egy angol animációs sorozat. Magyarországon a Minimax tűzte műsorára.

## Cselekmény
A sorozat Ethelbert, a kölyöktigris életét mutatja be, aki fantasztikus kalandok során fedezi fel a világot. Ethelbert számtalan kérdésére barátja, Dilip, az indiai bölcs segít választ találni. Tutajukon a Varázslatos Vízesésen átkelve mindig egy újabb országban találják magukat, ahol hősünk a helyi állatokkal összeismerkedve kap választ kérdéseire. Ethelbert minden útjáról hazavisz egy-egy tárgyat, ami az adott országra emlékezteti.

## Szereplők
- Ethelbert - A főszereplő.
- Dilip - Az indiai bölcs.